# Michael J. Malbin
Michael J. Malbin (* 9. Juni 1943 in Brooklyn, New York) ist ein US-amerikanischer Politikwissenschaftler und Hochschullehrer.

## Leben und Wirken
Michael J. Malbin studierte Politikwissenschaft zunächst an der Cornell University und erwarb dort den Bachelorgrad. Von 1964 bis 1966 setzte er sein Studium an der University of Chicago fort und schloss dieses Studium mit der Magisterprüfung ab. Seine Promotion zum Ph.D. erfolgte dann 1973 an der Cornell University. Zunächst arbeitete Malbin in Washington, D.C. neben journalistischer Arbeit als wissenschaftlicher Mitarbeiter bei verschiedenen Ausschüssen des Kongresses der Vereinigten Staaten, außerdem war er von 1977 bis 1986 beim American Enterprise Institute tätig. Im Jahre 1990 übernahm er eine Professur für Politikwissenschaft an der University of Albany. Von 1990 bis 1998 leitete er außerdem das "Center for Legislative and Political Studies" an der State University of New York. 1996 hatte Malbin eine Gastprofessur an der Yale University, von 1997 bis 1998 außerdem Gastwissenschaftler an der Brookings Institution.
Malbin beschäftigt sich u. a. mit der Wahlkampffinanzierung und den Interessengruppen in den USA und war 1999 Mitgründer bzw. bis 2020 Direktor des in Washington, D.C. ansässigen "Campaign Finance Institute".

## Veröffentlichungen (Auswahl)
- Congressional committee staffs. Who's is charge here? In: The public interest, Bd. 47 (1977), S. 16–40.
- Religion and politics. The intentions of the authors of the first amendment (= AEI studies, Bd. 200). American Enterprise Inst. for Public Policy Research, Washington, D.C. 1978, ISBN 0-8447-3302-4.
- Campaign financing and the "special interests". In: The public interest, Bd. 56 (1979), S. 21–42.
- Congress, policy analysis, and natural gas regulation. A parable about fig leaves. In: Robert A. Goldwin (Hrsg.): Bureaucrats, policy analysts, statesmen, who leads? (= AEI studies, Bd. 272). American Enterprise Inst. for Public Policy Research, Washington, D.C. 1980, S. 62–87, ISBN 0-8447-3375-X.
- (Hrsg.): Parties, interest groups, and campaign finance laws (= AEI symposia, Bd. 79, I). American Enterprise Inst. for Public Policy Research, Washington, D.C. 1980, ISBN 0-8447-2167-0.
- Unelected representatives. Congressional staff and the future of representative government. Basic Books, New York 1980, ISBN 0-465-08866-X.
- The conventions, platforms, and issue activists. In: Austin Ranney (Hrsg.): The American elections of 1980 (= AEI studies, Bd. 327). American Enterprise Inst. for Public Policy Research, Washington, D.C. 1981, S. 99–141, ISBN 0-8447-3447-0.
- Delegation, deliberation, and the new role of congressional staff. In: Thomas E. Mann (Hrsg.): The new Congress (= AEI studies, Bd. 305). American Enterprise Inst. for Public Policy Research, Washington, D.C. 1981, S. 134–177, ISBN 0-8447-3415-2.
- (Mitautor): Vital statistics on Congress, 1982 (= AEI studies, Bd. 359). American Enterprise Inst. for Public Policy Research, Washington, D.C. 1982, ISBN 0-8447-3496-9.
- Rhetoric and leadership. A look backward at the Carter National Energy Plan. In: Anthony King (Hrsg.): Both ends of the avenue. The presidency, the executive branch and congress in the 1980s (= AEI studies, Bd. 361). American Enterprise Inst. for Public Policy Research, Washington, D.C. 1983, S. 212–245, ISBN 0-8447-3498-5.
- (Hrsg.): Money and politics in the United States. Financing elections in the 1980s. American Enterprise Inst. for Public Policy Research, Washington, D.C. 1984, ISBN 0-934540-23-3.
- (mit Norman J. Ornstein u. Thomas E. Mann): Vital statistics on Congress, 1987–1988. Congressional Quarterly, Washington, D.C. 1987, ISBN 0-87187-451-2.
- (mit Thomas L. Gais): The day after reform. Sobering campaign finance lessons from the American states. Rockefeller Institute Press, Albany, NJ 1998, ISBN 0-914341-55-3.
- (Hrsg.): Life after reform. When the Bipartisan Campaign Reform Act meets politics. Rowman & Littlefield, Lanham, Md. 2003, ISBN 0-7425-2832-4.
- (Hrsg.): The election after reform. Money, politics, and the Bipartisan Campaign Reform Act. Rowman & Littlefield, Lanham, Md. 2006, ISBN 0-7425-3869-9.
- (mit Norman J. Ornstein u. Thomas E. Mann): Vital statistics on Congress 2008. Brookings Institution Press, Washington, D.C. 2008, ISBN 978-0-8157-6665-0.
- (mit Mark Schmitt u. Richard L. Hasen): Campaign finance after Citizens United. In: The American interest, Bd. 5 (2010), S. 44–57.
- (mit Peter W. Brusoe): Campaign Finance Policy in the State and City of New York. In: Gerald Benjamin (Hrsg.): Oxford handbook of New York State government and politics. Oxford University Press, Oxford 2012, S. 79–109, ISBN 978-0-19-538723-0.